# Штрасфогель, Игнац
Игнац Штрасфогель, Игнас Страсфогель (англ. Ignace Strasfogel, пол. Ignacy Strasfogel; 17 июля 1909, Варшава — 6 февраля 1994, Нью-Йорк) — американский дирижёр, пианист и композитор.
Родился в семье польских евреев Людвига Штрасфогеля и Саломеи Гольдберг. С 1912 г. жил в Берлине. Изучал фортепиано у Леонида Крейцера и композицию под руководством Франца Шрекера, автор ряда фортепианных переложений оркестровой музыки своего учителя. Сочинил две фортепианных сонаты, несколько других пьес, струнный квартет. В 1926 г. был удостоен Мендельсоновской стипендии.
В 1934 г. в связи с приходом к власти нацистов вынужден был покинуть Германию и обосновался в США. Первоначально выступал как пианист, аккомпанировал таким музыкантам, как Йожеф Сигети, Григорий Пятигорский, Лауриц Мельхиор. Несколько лет был пианистом Нью-Йоркского филармонического оркестра, затем в 1944 г. занял место ассистента дирижёра. В 1951—1974 гг. дирижёр Метрополитен-опера. Преподавал в Новой школе, некоторое время возглавлял оперное отделение Кёртисовского института. В 1983 г., после 35-летнего перерыва, вернулся к композиции, сочинив несколько фортепианных пьес, второй струнный квартет.
Встречающиеся иногда сообщения о том, что Штрасфогелю принадлежит либретто оперы Бруно Мадерны «Сатирикон», ошибочны: это либретто написал его сын Ян Страсфогель.